# بلخنارکا
بلخنارکا (به لهستانی:  Blechnarka) یک روستا در لهستان است که در گمینا اوشچیه گورلیتسکیه واقع شده‌است. بلخنارکا ۴۰ نفر جمعیت دارد.